# Pohlia greenii
Pohlia greenii là một loài rêu trong họ Bryaceae. Loài này được Brid. mô tả khoa học đầu tiên năm 1819.